# Lisewo (Pyzdry)
Lisewo ist eine Ortschaft mit einem Schulzenamt der Landgemeinde Pyzdry im Powiat Wrzesiński der Woiwodschaft Großpolen in Polen.

## Geschichte
Der Ort wurde im Jahr 1392 als Lissowo urkundlich erwähnt. Als Lisewo wurde er ab dem 19. Jahrhundert genannt. Der besitzanzeigende Name ist vom Personennamen Lis (vergleiche lis – Fuchs) abgeleitet.
Administrativ gehörte er zum Kreis Pyzdry der Woiwodschaft Kalisz, im Königreich Polen (ab 1569 in der Adelsrepublik Polen-Litauen).

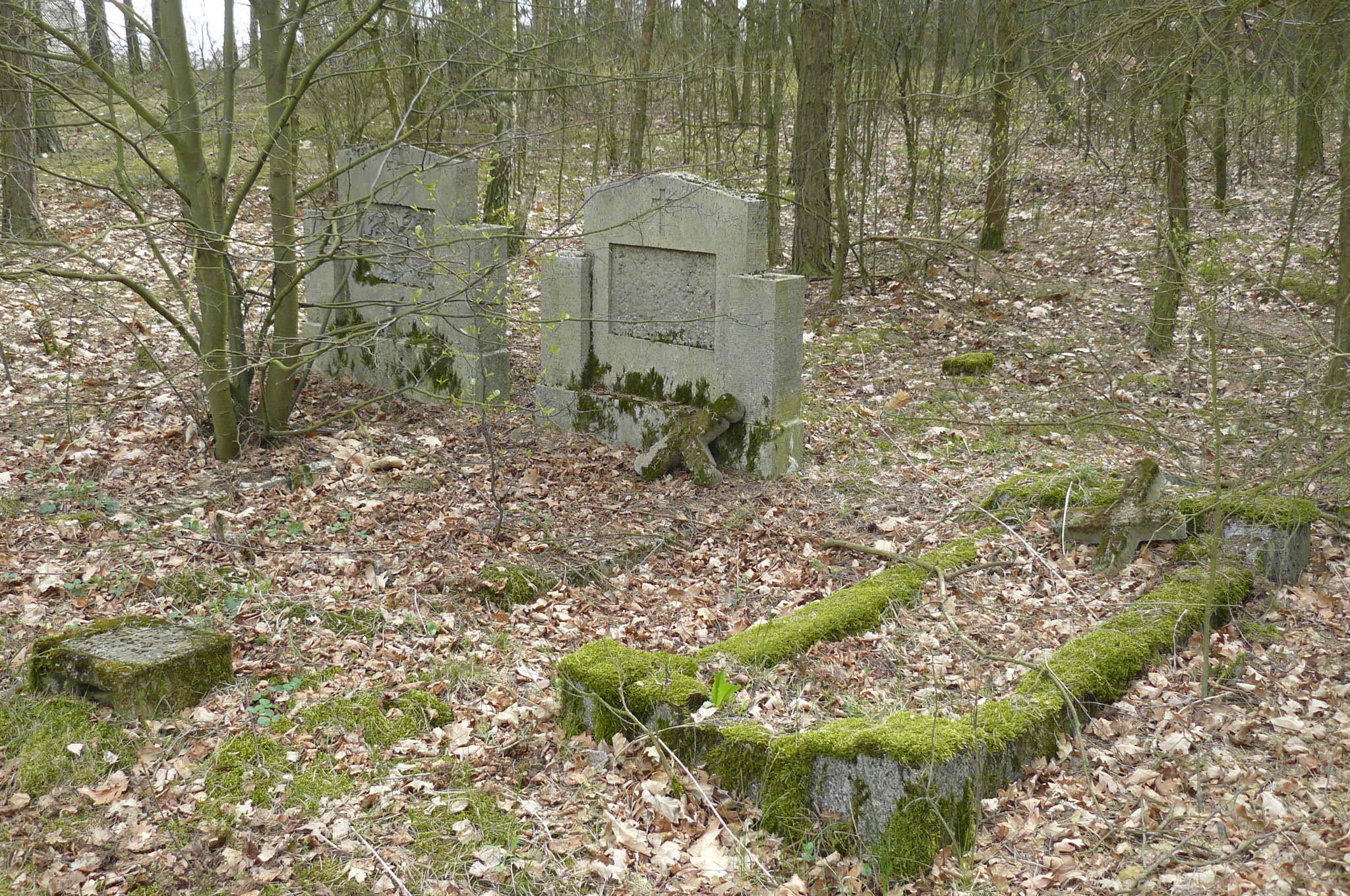
Ehemaliger lutherischer Friedhof in Kolonia Lisewo

Zwischen den Jahren 1765 und 1793 wurden auf dem nordwestlichen Grund des Dorfs die sogenannten „Olędrzy“ (siehe Hauländer) angesiedelt. Die ethnisch-gemischte Siedlung wurde Lisewskie Olędry alias Olszowiec, später auch Holendry Lisewskie genannt. Nach der zweiten Teilung Polens gehörte es von 1793 bis 1807 zu Südpreußen und im Zuge der Friderizianischen Kolonisation wurde auch auf dem Grund des Dorfs die nicht hauländische Kolonia Lisewo (jetzt ein Ortsteil der Schulzenamt Ciemierów-Kolonia) gegründet. 1809 kam es ins Herzogtum Warschau und 1815 ins neu entstandene russisch beherrschte Kongresspolen.
1858 wurde Lisewo zum Sitz einer evangelischen Filialgemeinde von Zagórów.
Nach dem Ende des Ersten Weltkriegs kam Lisewo zu Polen. Um 26. Oktober 1939 wurde das Kalischer Gebiet annektiert und als Teil des neuen Reichsgaues Posen, später Wartheland, in das deutsche Reich eingegliedert. Von 1975 bis 1998 gehörte Lisewo zur Woiwodschaft Konin.